# Малый пёстрый скосарь
Малый пёстрый скосарь (лат. Otiorhynchus fullo) — вид долгоносиков-скосарей из подсемейства Entiminae.

## Описание
Жук длиной 5-8 мм. Имеет чёрную или чёрно-бурую окраску. На надкрыльях имеется довольно редкое опушение, однорядными (кроме задней части первого промежутка) щетинками и округлыми, собранными в пятна щетинках с красным отливом. Зубцы особенно на передних бёдрах крупные, острые, первый из них больше, двухвершинный, второй маленький, расположен кнаружи от первого.

## Экология
Обитает в широколиственных лесах. Вредит плодовым и декоративным деревьям.